# Công viên St. James
Công viên St. James (gọi tắt của Thánh James - Saint James Park) là một trong những Công viên Hoàng gia thuộc thành phố Westminster của trung tâm Luân Đôn. Công viên nằm vị trí ở phía đông Cung điện Buckingham và phía tây đường Whitehall và Phố Downing. Đây là công viên lâu đời nhất trong số các Công viên Hoàng gia với diện tích rộng hơn 23 hécta (57 mẫu Anh).
Công viên hiện được xếp hạng I trong Danh sách các Di tích Công viên và Vườn Lịch sử của nước Anh.

## Vị trí

Bản đồ vị trí Công viên St. James

Công viên St. James được bao quanh vùng phía tây bởi Cung điện Buckingham, ở phía bắc là The Mall, ở phía đông là Đường Vệ binh và phố đi bộ Birdcage về phía nam.
Công viên giao nhau với Công viên xanh tại Queen's Gardens với Đài tưởng niệm Victoria ở giữa trung tâm, đối diện với lối vào Cung điện Buckingham. Cung điện St. James nằm ở hướng đối diện với The Mall. Các ga Tàu điện ngầm Luân Đôn gần nhất công viên là: tuyến St James's Park, tuyến Green Park, Victoria và Westminster.

## Tham quan
Mặc dù St. James không phải là một trong những công viên nổi tiếng nhất của Luân Đôn, nhưng vị trí đắc địa của nó và thực tế là công viên gần Cung điện Buckingham khiến nó trở thành một trong những công viên được gìn giữ tốt nhất trong thành phố.
Công viên có một hồ nhỏ là hồ St. James's Park, với hai hòn đảo nhân tạo nhỏ là Đảo Tây và Đảo Vịt, sau này được đặt tên cho bộ sưu tập về các Bộ Ngỗng trong hồ. Một đặc điểm khác là công viên hiện sở hữu một đàn bồ nông cư trú đến đây gần 400 năm, kể từ khi đại sứ Nga trao tặng chúng cho Charles II của Anh vào năm 1664. Trong khi hầu hết các loài chim bay đều bị cắt giảm, thỉnh thoảng cũng có một vài con bồ nông có thể được nhìn thấy đang bay đến Sở thú Luân Đôn với hy vọng có một bữa ăn khác.
Kể từ năm 1930, Công viên được sử dụng cho du khách đến đây tắm nắng và bơi lội.
Vào năm 2011, một bộ xương người được tìm thấy trong Công viên St James, được cho là đã ở đó khoảng ba năm trước đó khi được phát hiện. Nó được tìm thấy trên Đảo Tây, một trong những hòn đảo trên hồ, nằm ngoài giới hạn đối với người dân.

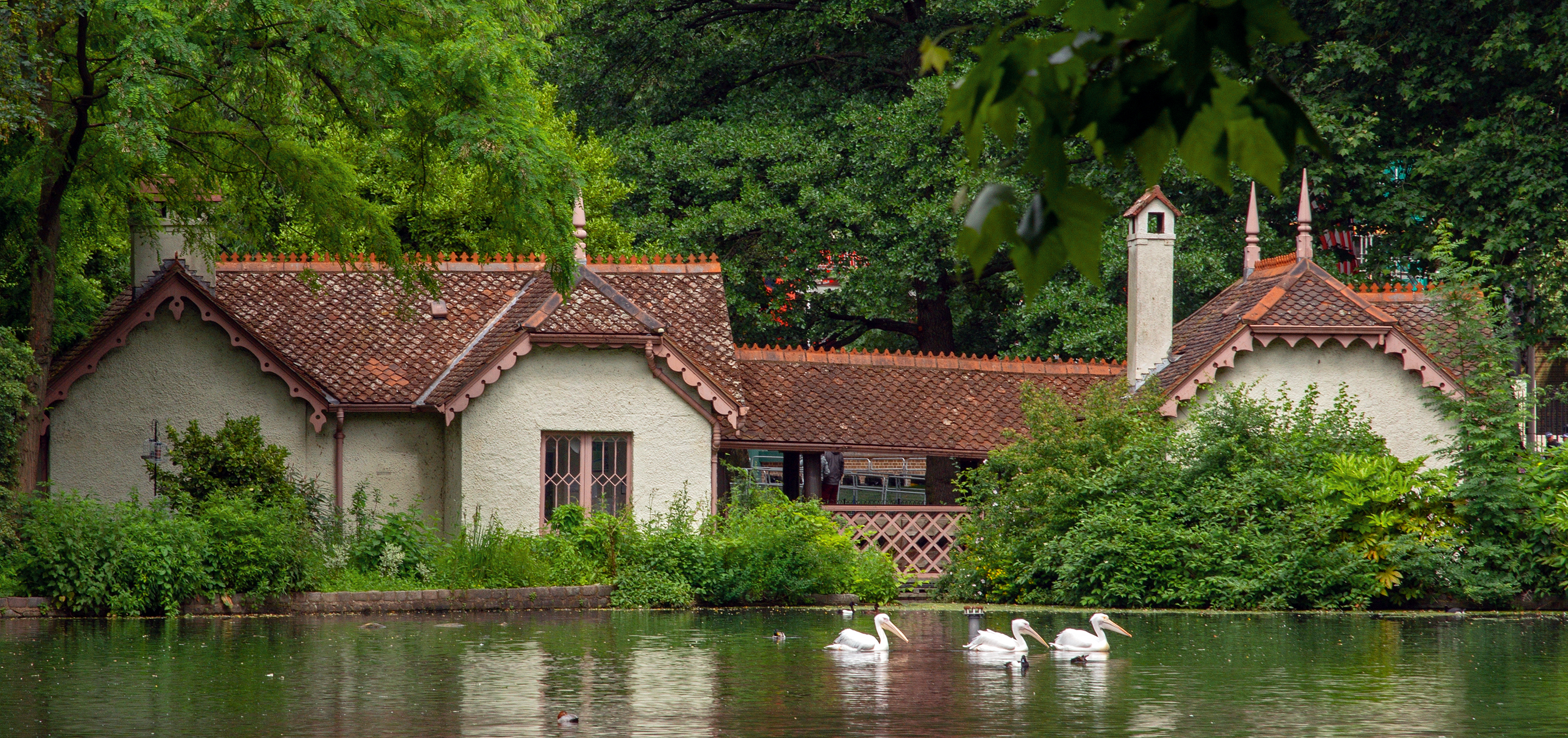
Duck Island Cottage

Bên trong công viên còn có Duck Island Cottage, là một ngôi nhà nông thôn nằm ở ven hồ, được xây dựng bởi Hiệp hội Điểu học của London (Ornithological Society of London) vào năm 1837. Cùng năm đó, Hiệp hội đã tặng một số loài chim cho công viên. Ngôi nhà hiện được xếp hạng cấp II Di tích Lịch sử nước Anh, trong khi phần còn lại của hòn đảo là nơi có các cơ sở xử lý nước và máy bơm cho đài phun nước ở giữa hồ.

## Phương tiện vận chuyển
- Công viên St. James có các tuyến tàu điện ngầm (Quận) và khu vực Westminster (Jubilee, Quận và trạm ga).
- Xe Buýt: số 3, 11, 12, 24, 29, 53, 77A, 88, 91, 148, 159, 211 và 453.[2]